# Platypalpus sanguinolentus
Platypalpus sanguinolentus är en tvåvingeart som först beskrevs av Axel Leonard Melander 1928.  Platypalpus sanguinolentus ingår i släktet Platypalpus och familjen puckeldansflugor. Inga underarter finns listade i Catalogue of Life.